# Oculto sendero
Oculto sendero es un libro escrito por Elena Fortún que permaneció inédito hasta 2016, cincuenta y cuatro años después de la muerte de su autora. Ella había dejado instrucciones para que el libro fuera destruido tras su muerte por ser de temática abiertamente lésbica.

## Contexto
En las primeras décadas del siglo XX hubo una visibilización del lesbianismo con la publicación de varias novelas. En 1909 se publicó Zezé de Ángeles Vicente, considerada la primera novela de temática lésbica escrita por una mujer en España; en 1915 fue publicada La Coquito de Joaquín Belda en las que había menciones al lesbianismo y en 1917 Ellas y ellos y ellos y ellas de Carmen de Burgos. En 1928 en Gran Bretaña se publicó la  novela de temática lésbica, El pozo de la soledad, de  Radclyffe Hall. Esta novela supuso un gran escándalo en la sociedad británica porque la protagonista, Stephen Gordon, era abiertamente lesbiana. En 1931 se estrenó la película Mädchen in Uniform, considerada la primera de tema abiertamente lésbico.
Fortún formó parte del denominado Círculo Sáfico de Madrid, un grupo de mujeres lesbianas que se reunían en los años treinta. La novela Acrópolis publicada en 1984 de Rosa Chacel describió ese ambiente y a quienes lo componían. Este círculo estaba liderado por la escenógrafa Victorina Durán. Ella escribió unas memorias donde también hizo referencia a ese círculo, publicadas en 2021 bajo el título Así es.
Fortún, antes de fallecer, escribió una carta a Inés Field, amiga suya argentina, que custodiaba Oculto sendero y El pensionado de Santa Casilda, también de temática abiertamente lésbica, pidiéndole que se deshiciera de ambos.
Oculto sendero fue escrito en sus primeros años de exilio en Buenos Aires bajo el seudónimo de Rosa María Castaños. También de esa época es su libro Celia en la Revolución y ambos manuscritos le fueron entregados a la investigadora y filóloga Marisol Dorao por la nuera de Fortún. Sin embargo, Dorao no se animó a publicar Sendero oculto por la temática lésbica. Finalmente, fue publicada en 2016 en edición de Nuria Capdevila-Argüelles y María Jesús Fraga.

## Sinopsis
La novela está ambientada en la España de la Segunda República. La protagonista es María Luisa Arroyo, pintora que en su infancia quería vestirse de marinero. En ella se esboza la personalidad de Fortún. El oculto sendero es una metáfora sobre su vida y la aceptación de su homosexualidad al tiempo que va creciendo intelectualmente y como artista. Tras una infancia, que recuerda los libros de Celia, María Luisa Arroyo abandonará los dictados de la feminidad convencional para convertirse en una mujer moderna. Casada con un hombre de apariencia sensible, termina entendiendo que es como todos y no le va a dejar ser ella misma. Además ella sabe que no lo desea físicamente y se reconoce como una mujer rara. Al entrar en contacto con otras mujeres también raras es cuando encuentra su lugar en el mundo.
Está estructurada en distintas partes nombradas como las estaciones vitales: primavera, verano, otoño y fin del otoño. Cada parte consta de numerosos capítulos, hasta un total de treinta y cinco.